# Commeny
Commeny est une commune française située dans le département du Val-d'Oise, en région Île-de-France. Au 1er janvier 2024, la commune devient une commune nouvelle en fusionnant avec Gouzangrez (156 habitants pour une superficie de 0,77 km2) sans création de communes déléguées.
Ses habitants sont appelés les Commenois.

## Géographie

### Évolution du territoire
Le 1er janvier 2024, la commune fusionne avec Gouzangrez sous le régime juridique de la commune nouvelle. Aucune commune déléguée n'est créée. Le chef-lieu est fixé à la mairie de l'ancienne commune de Commeny.

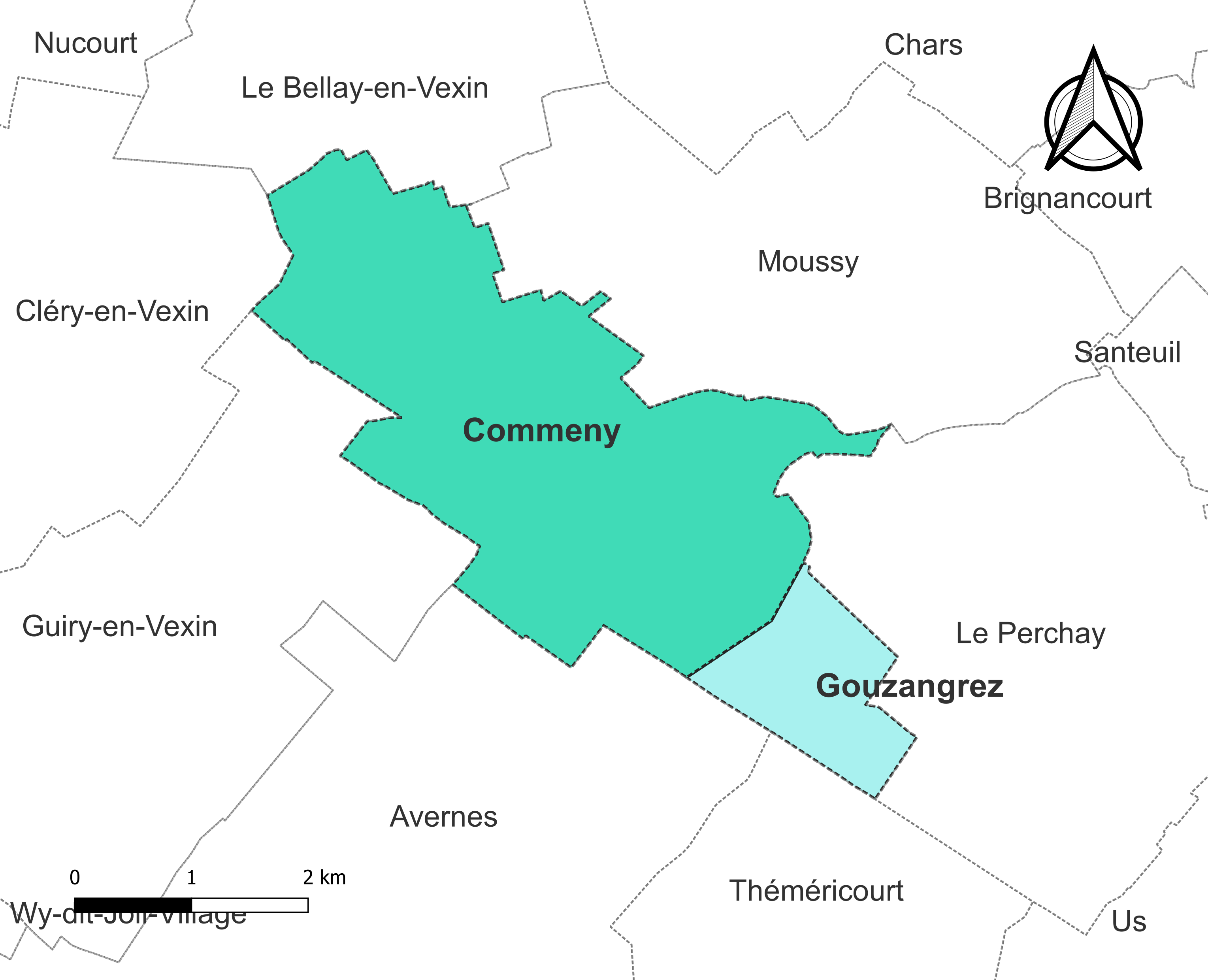
de 1793 à 2023.
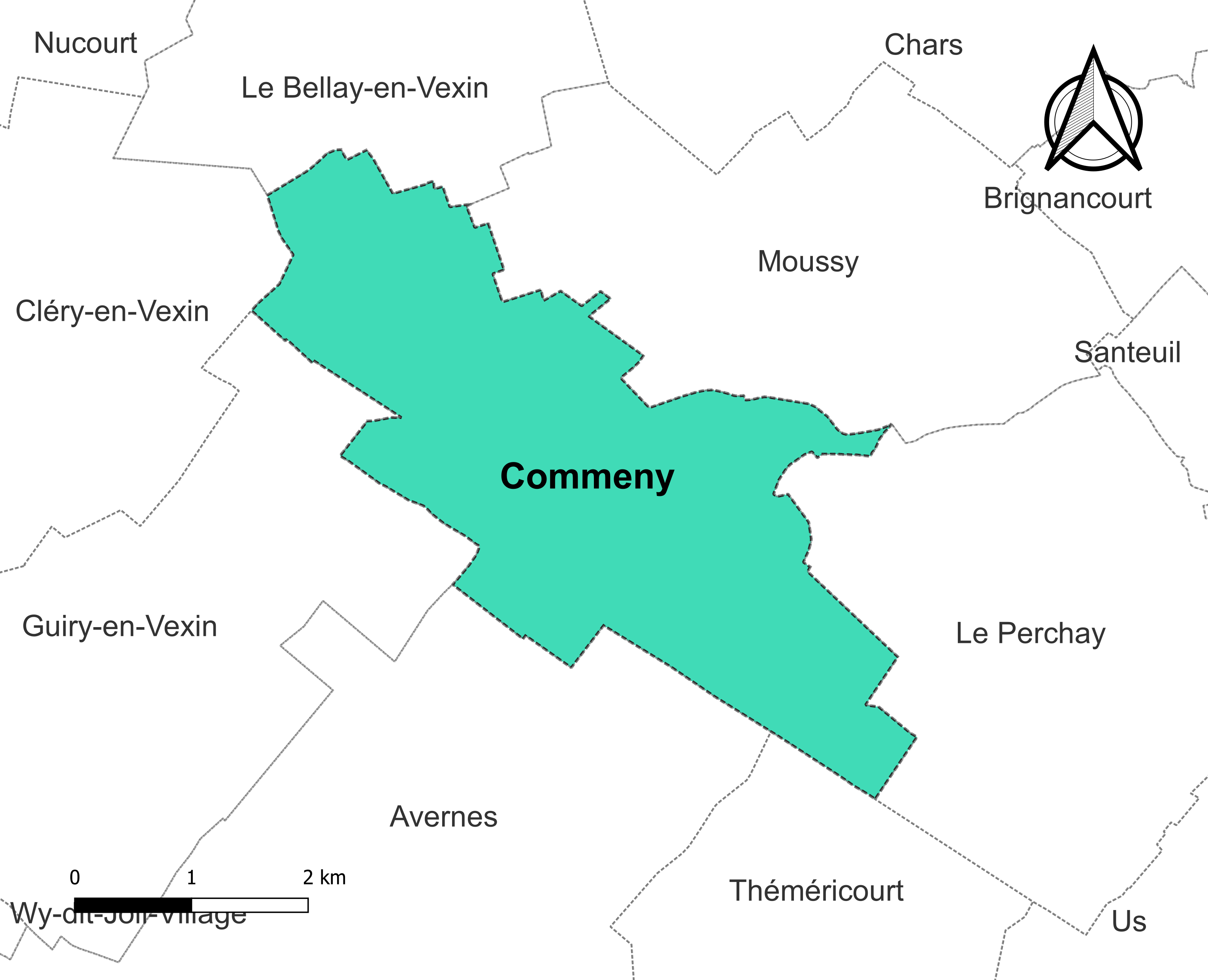
Depuis le 1er janvier 2024

### Description
Commeny est un village périurbain du plateau du Vexin français situé à 18 km au nord-ouest de Pontoise, à 19 km au sud-est-de Gisors et 67 km au sud-est de Rouen. Il est aisément accessible par l'ancienne route nationale 14 (actuelle RD 14).

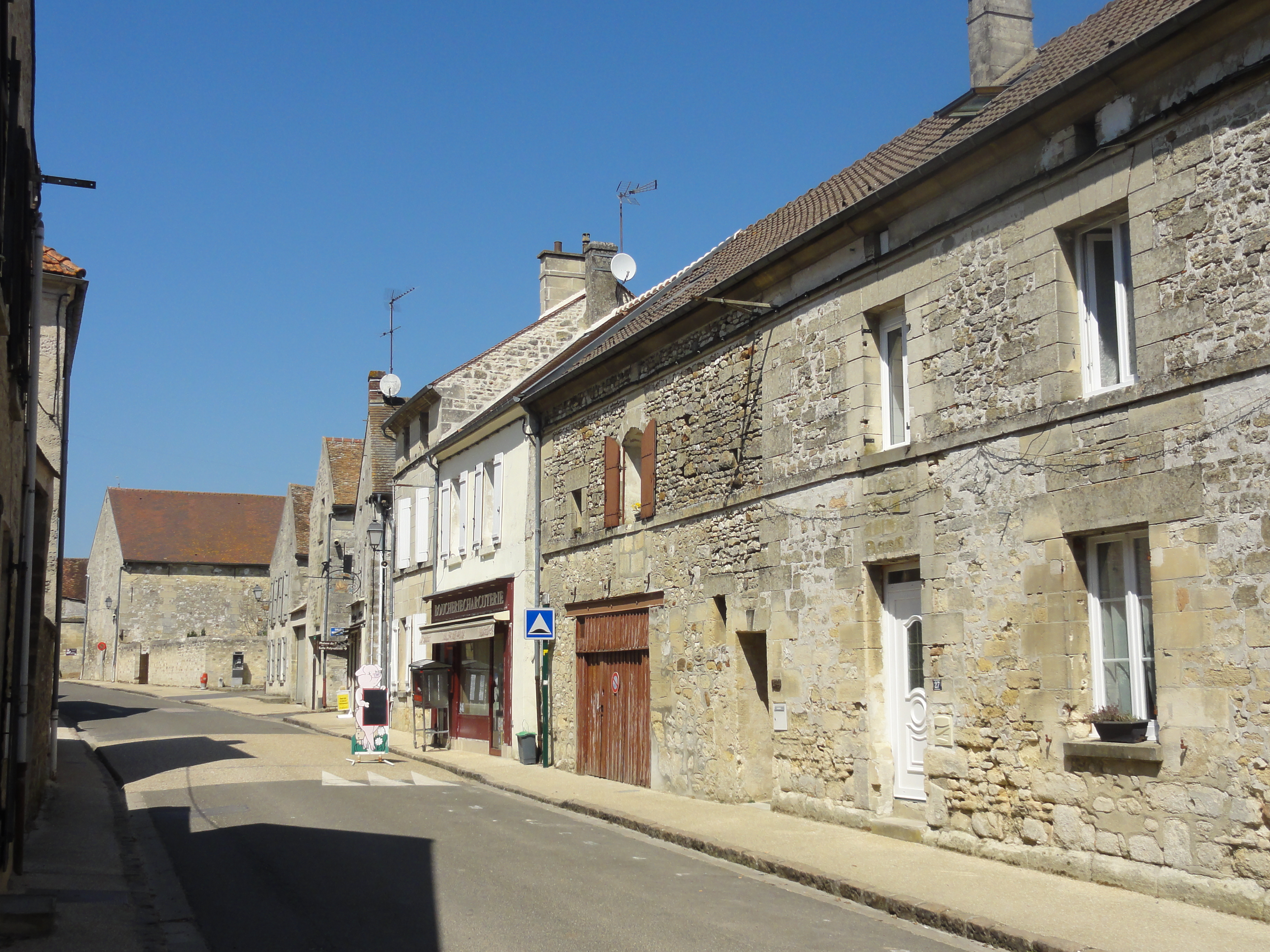
Paysage urbain de la commune : la Grande-Rue.

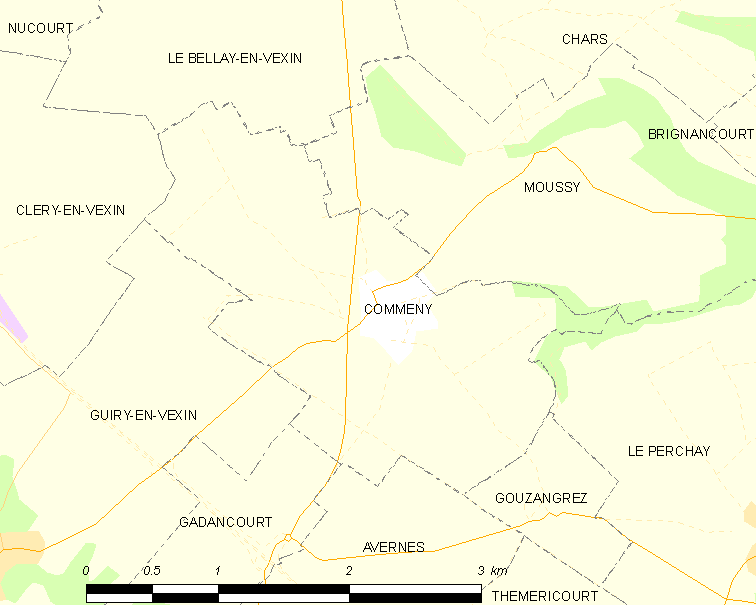
Carte de la commune.
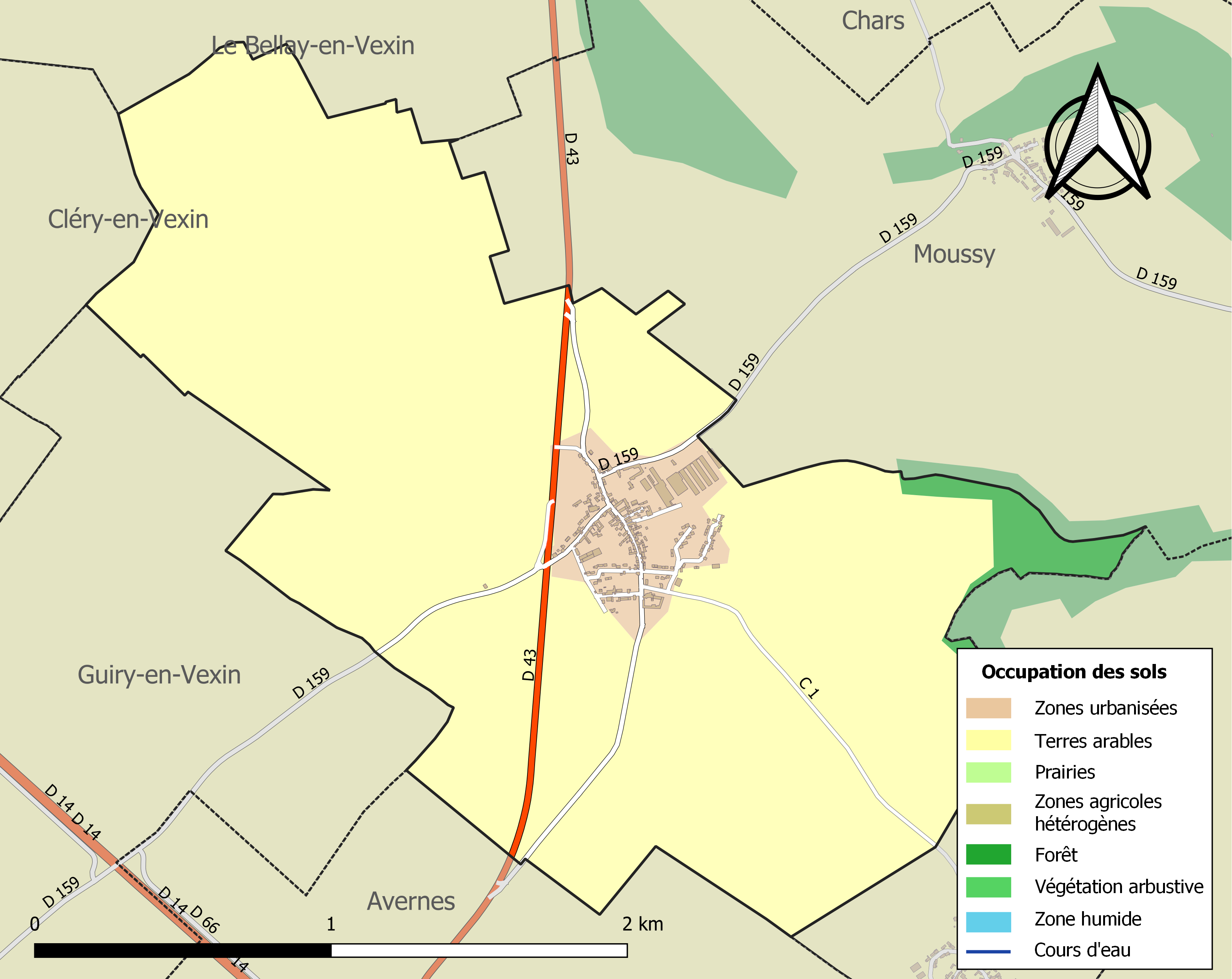
Occupation des sols.

La commune est traversée par deux chemins de randonnée, et la chaussée Jules César, une ancienne voie romaine, passe au sud du territoire communal.

### Communes limitrophes
|                | Le Bellay-en-Vexin | Moussy     |
| Cléry-en-Vexin | Commeny            | Le Perchay |
| Gadancourt     | Avernes            | Gouzangrez |

### Hydrographie
La Couleuvre est un ruisseau qui draine la commune, avant de se jeter dans la Viosne à Santeuil.
La Viosne est un affluent de l'Oise, et donc un sous-affluent de la Seine.

### Climat
Pour des articles plus généraux, voir Climat de l'Île-de-France et Climat du Val-d'Oise.
En 2010, le climat de la commune est de type climat océanique dégradé des plaines du Centre et du Nord, selon une étude du CNRS s'appuyant sur une série de données couvrant la période 1971-2000. En 2020, Météo-France publie une typologie des climats de la France métropolitaine dans laquelle la commune est exposée à un climat océanique et est dans la région climatique Sud-ouest du bassin Parisien, caractérisée par une faible pluviométrie, notamment au printemps (120 à 150 mm) et un hiver froid (3,5 °C).
Pour la période 1971-2000, la température annuelle moyenne est de 10,8 °C, avec une amplitude thermique annuelle de 14,7 °C. Le cumul annuel moyen de précipitations est de 728 mm, avec 11,5 jours de précipitations en janvier et 8,2 jours en juillet. Pour la période 1991-2020, la température moyenne annuelle observée sur la station météorologique la plus proche, située sur la commune de Boissy-l'Aillerie à 12 km à vol d'oiseau, est de 11,2 °C et le cumul annuel moyen de précipitations est de 635,8 mm,. Pour l'avenir, les paramètres climatiques de la commune estimés pour 2050 selon différents scénarios d'émission de gaz à effet de serre sont consultables sur un site dédié publié par Météo-France en novembre 2022.

## Urbanisme

### Typologie
Au 1er janvier 2024, Commeny est catégorisée commune rurale à habitat dispersé, selon la nouvelle grille communale de densité à sept niveaux définie par l'Insee en 2022.
Elle est située hors unité urbaine. Par ailleurs la commune fait partie de l'aire d'attraction de Paris, dont elle est une commune de la couronne,. Cette aire regroupe 1 929 communes,.

## Toponymie
Le nom de la localité est mentionné sous les formes Commeniacum en 1249, Commegny en 1337.
Du nom gallo-romain comminius, avec le suffixe aeum.

## Histoire
En 2022, le maire de la petite commune voisine de Gouzangrez déplore l'absence de ressources fiscales et son conseil municipal opte pour une fusion avec Commeny ; le 16 mai 2023, les deux conseils municipaux votent favorablement pour la constitution d'une commune nouvelle sans création de communes déléguées.

## Politique et administration

### Rattachements administratifs et électoraux
Rattachements administratifs
Antérieurement à la loi du 10 juillet 1964, la commune faisait partie du département de Seine-et-Oise. La réorganisation de la région parisienne en 1964 fit que la commune appartient désormais au département du Val-d'Oise et à son arrondissement de Pontoise après un transfert administratif effectif au 1er janvier 1968.
Elle faisait partie de 1801 à 1967 du canton de Marines de Seine-et-Oise. Lors de la mise en place du Val-d'Oise, la ville intègre le canton de Vigny . Dans le cadre du redécoupage cantonal de 2014 en France, cette circonscription administrative territoriale a disparu, et le canton n'est plus qu'une circonscription électorale.
Rattachements électoraux
Pour les élections départementales, la commune est membre depuis 2014 du canton de Pontoise.
Pour l'élection des députés, elle fait partie de la dixième circonscription du Val-d'Oise.

### Intercommunalité
La commune, initialement membre de la communauté de communes du Plateau du Vexin, est membre, depuis le 1er janvier 2013, de la communauté de communes Vexin centre.
En effet, cette dernière a été constituée le 1er janvier 2013 par la fusion de la communauté de communes des Trois Vallées du Vexin (12 communes), de la communauté de communes Val de Viosne (14 communes) et  de la communauté de communes du Plateau du Vexin (8 communes), conformément aux prévisions du schéma départemental de coopération intercommunale du Val-d'Oise approuvé le 11 novembre 2011.

### Liste des maires
| Période                                  | Période   | Identité          | Étiquette | Qualité |
| ---------------------------------------- | --------- | ----------------- | --------- | --- |
| Les données manquantes sont à compléter. |           |                   |           | |
| 1977                                     | mai 2020, | Jean-Pierre Radet | DVD       | Agriculteur Président de la Chambre d'agriculture d'Ile-de-France[Quand ?] Vice-président du Parc naturel régional du Vexin français (2011 → ? ) Président de la communauté de communes Vexin Centre (? → 2012) Vice-président de la communauté de communes Vexin Centre (2013 → ) |
| mai 2020                                 | En cours  | Damien Radet      |           | Fils du précédent |

## Démographie
L'évolution du nombre d'habitants est connue à travers les recensements de la population effectués dans la commune depuis 1793. Pour les communes de moins de 10 000 habitants, une enquête de recensement portant sur toute la population est réalisée tous les cinq ans, les populations de référence des années intermédiaires étant quant à elles estimées par interpolation ou extrapolation. Pour la commune, le premier recensement exhaustif entrant dans le cadre du nouveau dispositif a été réalisé en 2007.

En 2022, la commune comptait 648 habitants, en évolution de +39,35 % par rapport à 2016 (Val-d'Oise : +4 %, France hors Mayotte : +2,11 %).
| 1793 | 1800 | 1806 | 1821 | 1831 | 1836 | 1841 | 1846 | 1851 |
| ---- | ---- | ---- | ---- | ---- | ---- | ---- | ---- | ---- |
| 326  | 257  | 288  | 312  | 315  | 314  | 317  | 325  | 313  |

| 1856 | 1861 | 1866 | 1872 | 1876 | 1881 | 1886 | 1891 | 1896 |
| ---- | ---- | ---- | ---- | ---- | ---- | ---- | ---- | ---- |
| 316  | 297  | 290  | 288  | 282  | 274  | 273  | 270  | 283  |

| 1901 | 1906 | 1911 | 1921 | 1926 | 1931 | 1936 | 1946 | 1954 |
| ---- | ---- | ---- | ---- | ---- | ---- | ---- | ---- | ---- |
| 273  | 278  | 235  | 174  | 230  | 228  | 239  | 242  | 211  |

| 1962 | 1968 | 1975 | 1982 | 1990 | 1999 | 2006 | 2007 | 2012 |
| ---- | ---- | ---- | ---- | ---- | ---- | ---- | ---- | ---- |
| 227  | 223  | 227  | 293  | 352  | 375  | 374  | 374  | 390  |

| 2017 | 2022 | - | - | - | - | - | - | - |
| ---- | ---- | - | - | - | - | - | - | - |
| 483  | 648  | - | - | - | - | - | - | - |

## Culture locale et patrimoine

### Lieux et monuments

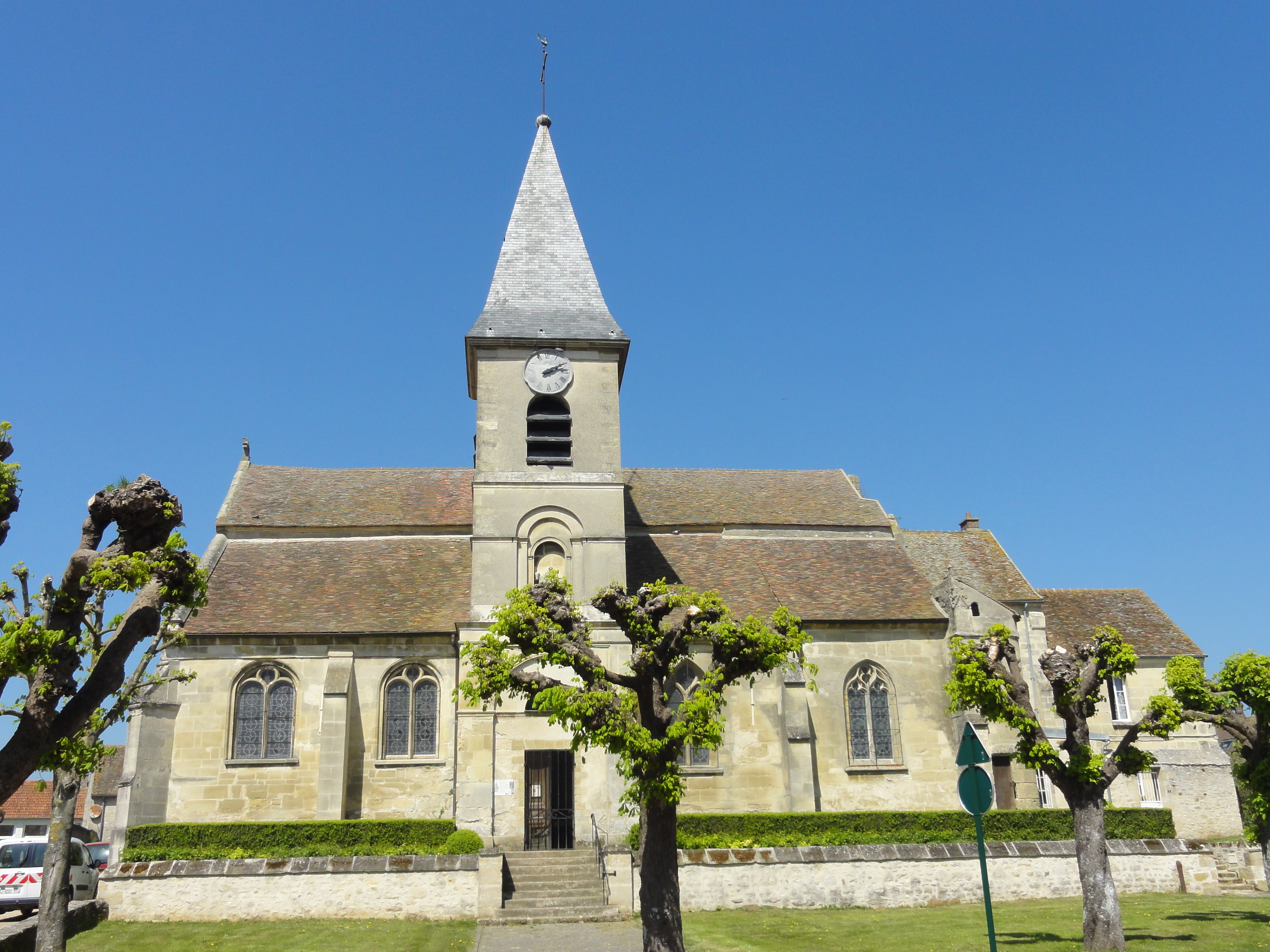
L'église Saint-Martin de Commeny.

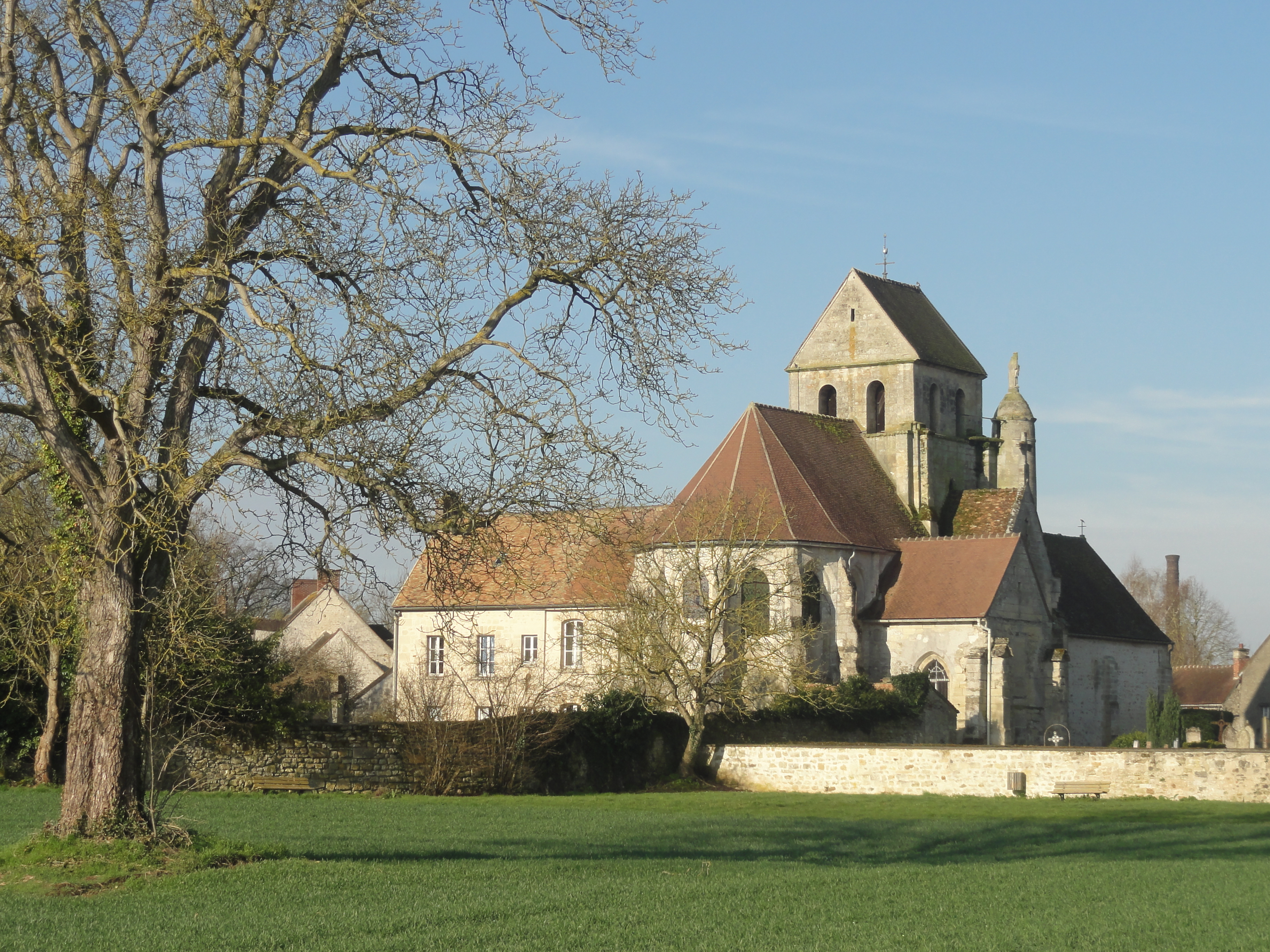
L'église Notre-Dame de l'Assomption de Gouzangrez.

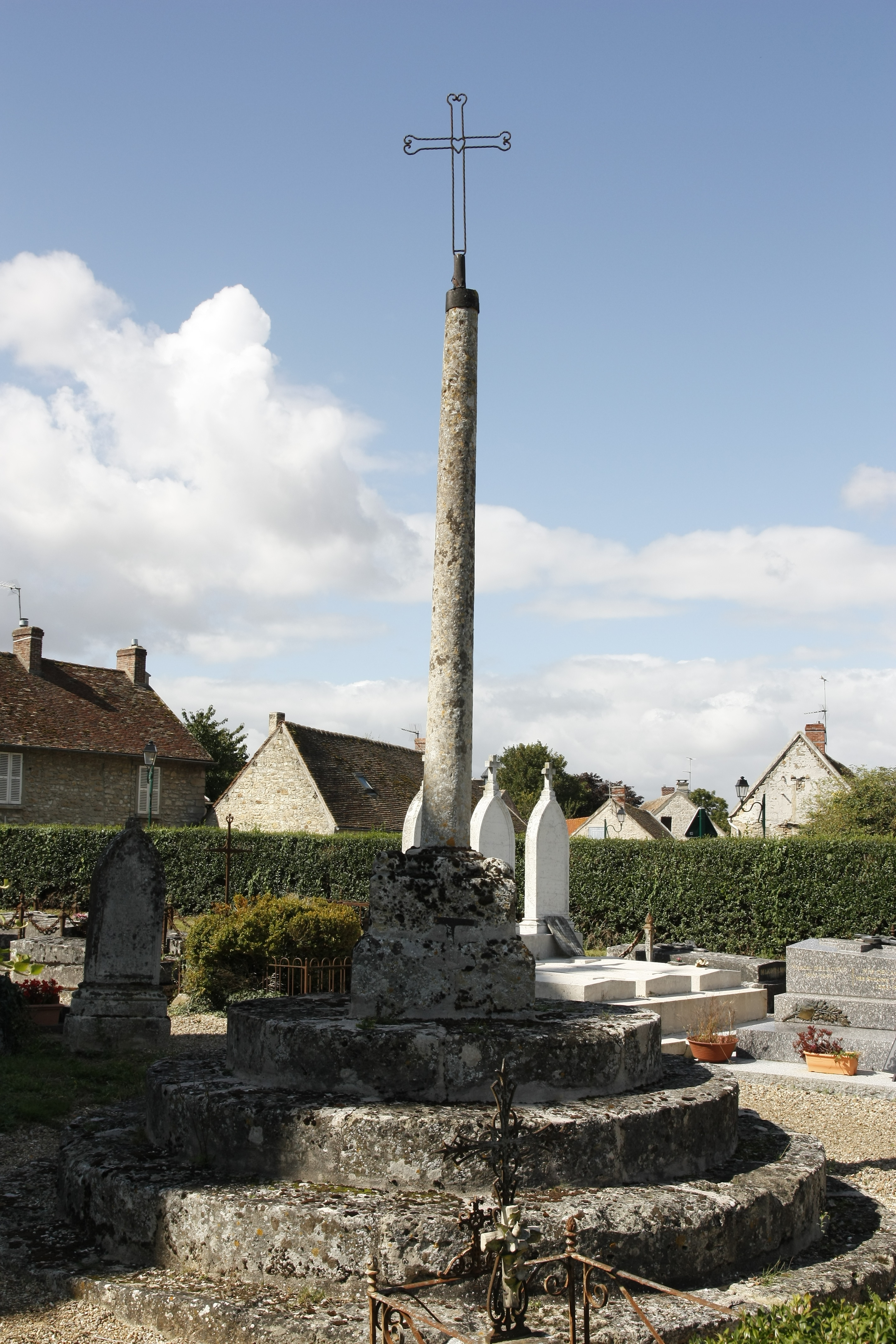
Croix de cimetière.

Commeny compte trois monuments historiques sur son territoire :
- Église Saint-Martin, rue de l'Église / rue des Écoles (inscrite monument historique en 1926[28])

Sa construction commence quelques décennies après l'érection de Commeny en paroisse en 1161. Au début du XIIIe siècle, cet édifice de style gothique primitif est achevé, et comporte alors une nef de quatre travées accompagnée de deux bas-côtés, un transept avec clocher central, et un petit chœur au chevet plat. 
Sous la guerre de Cent Ans, l'église subit des dégâts, et les dernières travées des bas-côtés et les croisillons du transept sont rebâtis au début du XVIe siècle, dans le style gothique flamboyant. Plus tard, en 1568, la nef et ses bas-côtés ne sont pas seulement voûtés d'ogives dans un style Renaissance un peu rustique, mais les grandes arcades du sud et les murs des bas-côtés sont entièrement refaits. Dès lors, seulement les grandes arcades du nord, la croisée du transept, le clocher et le chœur restent de la première église paroissiale.
Ensuite, le renforcement des piles du clocher, puis la démolition du clocher en 1832 et une restauration assez radicale réduisent considérablement l'intérêt architectural de l'édifice. 
Un nouveau clocher est toutefois édifié en 1833, et le mobilier comporte des éléments remarquables, dont le retable du maître-autel en pierre polychrome,.
- Église Notre-Dame-de-l'Assomption de Gouzangrez (inscrite monument historique par arrêté du 16 juin 1926[31])

Elle réunit une nef unique romane très simple de la fin du XIe siècle à un transept et un chœur gothiques du second quart du XIIIe siècle. Le portail primitif a été remplacé par le portail roman actuel au début du XIIe siècle, au plus tard au cours des années 1120. Ce portail, flanqué de quatre colonnettes à chapiteaux identiques, constitue l'élément le plus intéressant de l'église à l'extérieur. Sa silhouette assez typique est toujours celle du XIIIe siècle, mais l'étage de beffroi du clocher en bâtière central a été reconstruit sans style à l'époque moderne, et le croisillon nord est en grande partie néo-gothique. À l'intérieur, la nef et les bras du transept ont été redécorée dans le même goût, tandis que la croisée du transept conserve son architecture gothique élégante d'origine, abstraction faite de la voûte. Le chœur, dont l'important développement en longueur peut s'expliquer par la double fonction de l'église comme église priorale et paroissiale, a été revoûté à la Renaissance, et se présente donc dans un style éclectique. Avec le logis de l'ancien prieuré mitoyen du croisillon sud, et l'enclos du cimetière avec sa croix du XIIIe siècle l'église forme un ensemble remarquable, qui marque fortement l'identité du village du fait de son implantation à la périphérie de celui-ci,.
- Soubassement de l'ancienne croix de cimetière de Gouzangrez (inscrite monument historique par arrêté du 16 juin 1926[34])

Il est rond et se compose de quatre paliers successifs, évoquant un escalier. Ce soubassement porte un socle avec un fût cylindrique tout simple, et au sommet, une croix en fil de fer rudimentaire. Cette croix ne présente pas de statuette.
On peut également signaler : 
- Le village abrite la maison du Pain, l'un des quatre musées et maisons à thème du parc naturel régional du Vexin français. Elle n'ouvre que les dimanches après-midi de mai à juillet et de septembre à octobre[35].
- Ferme Saint-Jacques ou des Maillochins : elle s'organise autour d'une vaste cour et comporte, entre autres, une grange de 1775 et un colombier-porche de 1625. Coiffé d'un toit en bâtière, son portail présente des arcades en plein cintre. La ferme appartenait autrefois aux marguilliers de l'église Saint-Jacques-la-Boucherie à Paris[33].
- Ancien prieuré Sainte-Geneviève, à côté de l'église de Gouzangrez : C'est une ancienne dépendance de l'abbaye Saint-Vincent de Senlis. Seul subsiste le logis, avec des éléments du XVIe et du XVIIe siècle. Il constitué le prolongement du croisillon sud du transept de l'église[33].
- Margelle de puits monolithique au prieuré Sainte-Geneviève[33].
- La ferme de l'ancienne distillerie à Gouzangrez, le long de la Chaussée Jules-César, marquée par sa haute cheminée. L'exploitant y vend diverses spécialités gastronomiques locales, telles que des moutardes aromatisées ou des lentilles de  Gouzangrez[36].

### Héraldique
| Blason de Commeny | Blason  | De gueules aux dix coquilles d'or ordonnées en orle, à l'écusson d'azur bordé d'argent et chargé de Saint Martin à cheval partageant son manteau avec un pauvre, le tout du même. |
| Blason de Commeny | Détails | |